# Sternquell-Brauerei
Die Sternquell-Brauerei GmbH ist eine Brauerei in Plauen im sächsischen Vogtland, die vollständig zur Kulmbacher Brauerei gehört und über diese auch Teil der Paulaner Brauerei Gruppe ist.

## Geschichte

### Brauanfänge in Plauen
Erste Hinweise auf eine Braustätte in Plauen datieren auf das 13. Jahrhundert. Das erste Brauhaus der Stadt, die sogenannte Komturhofbrauerei, entstand in der Nähe der Johanniskirche und wurde 1358 erstmals urkundlich erwähnt. Die große Wasserflut im Jahre 1834 zerstörte dieses Brauhaus vollständig.
Durch einen erhöhten Konsumbedarf im 16. Jahrhundert entstanden drei weitere Brauhäuser. Dass das Plauener Bier zu dieser Zeit nicht das Beste war, zeigt die Abneigung des Burggrafen Heinrich VI. gegen selbiges, der „fremdes taugliches Bier“ oder Rheinwein bevorzugte. Es gab das Herrenbrauhaus in der Herrenstraße, welches nach dem großen Stadtbrand 1844 neben dem Malzhaus auf dem alten Teich wiederaufgebaut wurde und bis 1897 als solches genutzt wurde. Ein drittes, das Marx-Fröbersgrüner-Brauhaus, stand auf dem Topfmarkt und wurde 1863 abgebrochen. Das vierte, die Hammer-Brauerei, stand in der Neustadt.

### Gründung des Aktien-Brauvereins

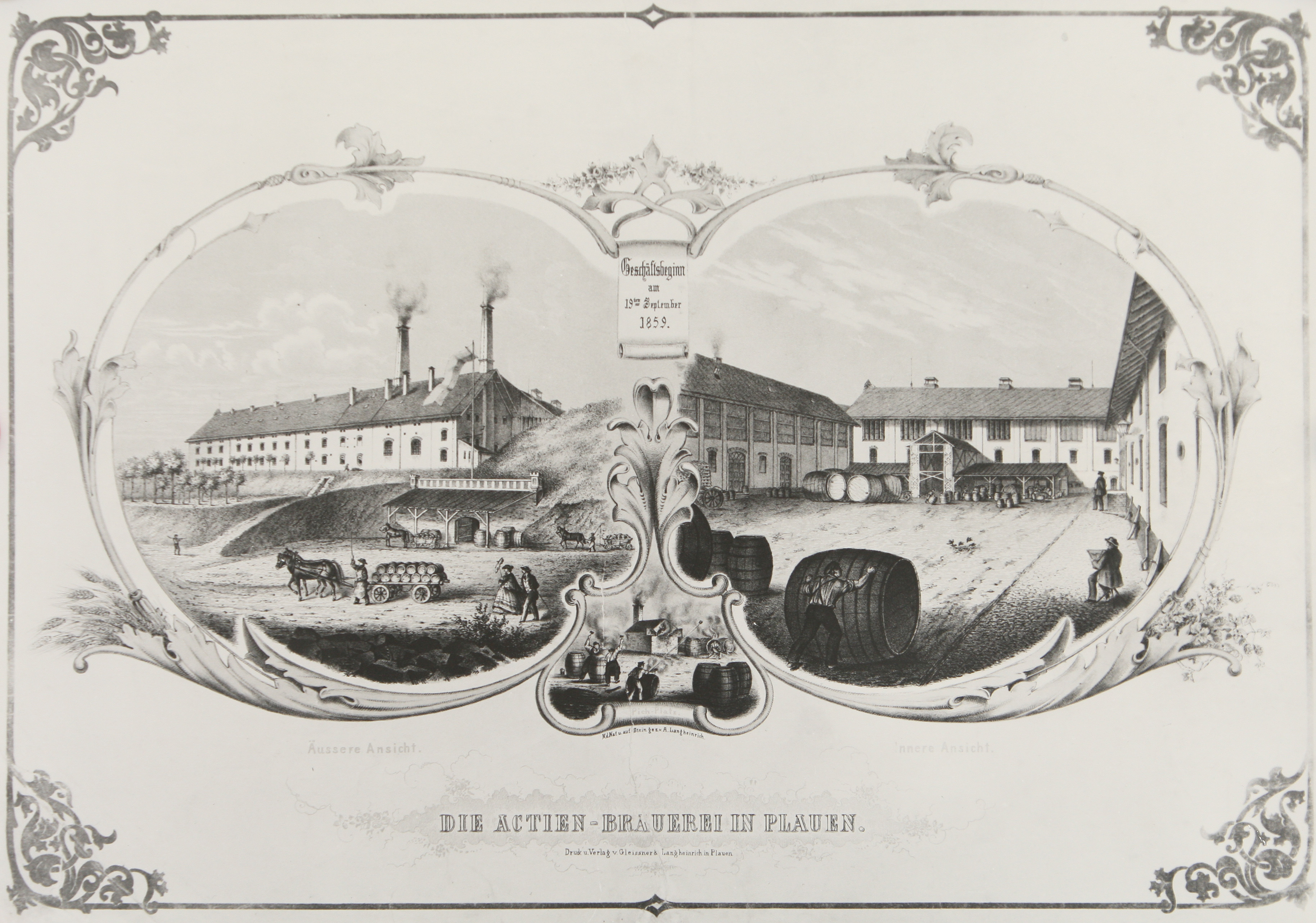
Zeichnung vom Geschäftsbeginn 1859

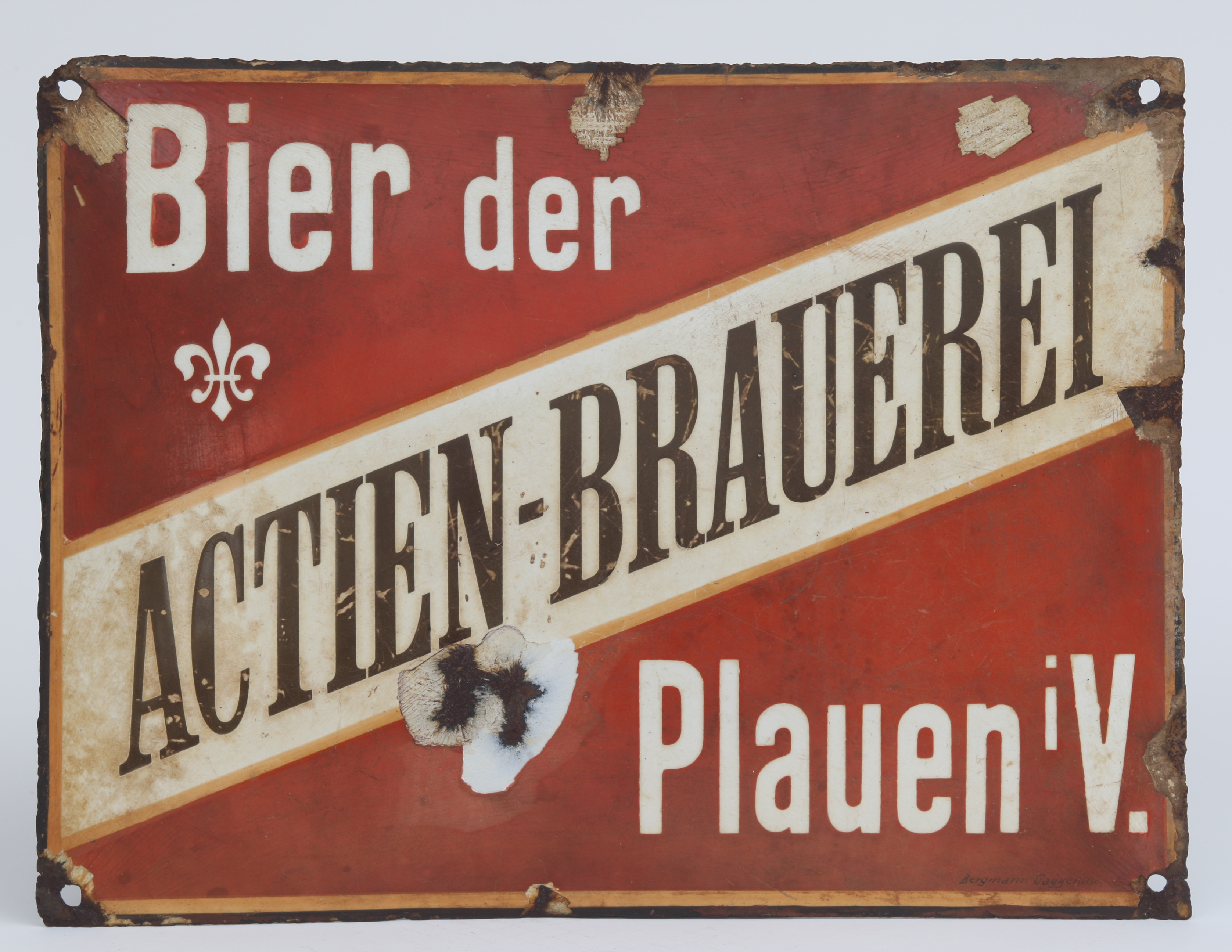
Blechschild von der Actien-Brauerei

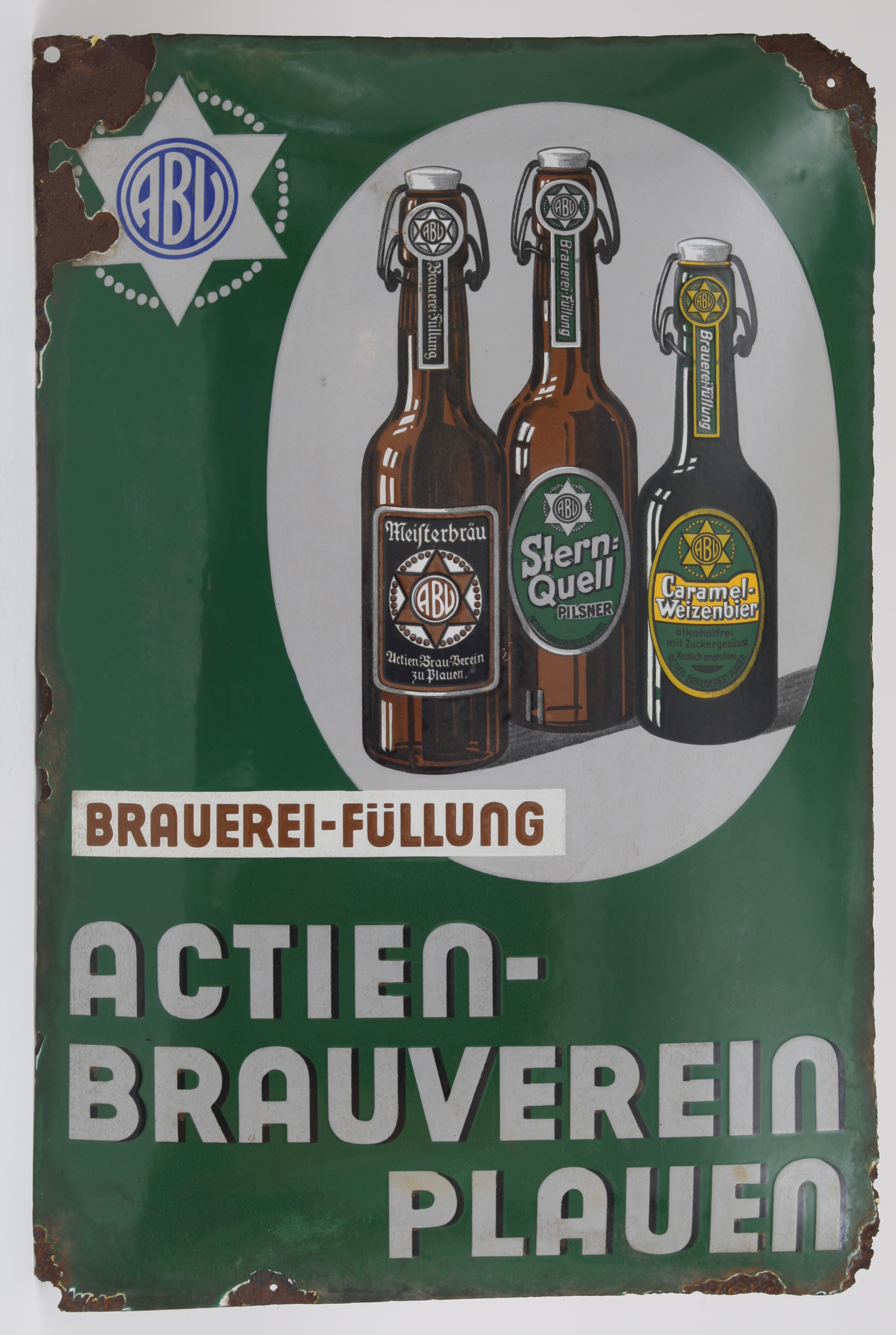
Blechschild mit abgebildeten Flaschen

1838 gab es in Plauen 185 Brauberechtigte, die den Bedarf an Bier für Plauen und das nähere Umland (innerhalb der sogenannten Biermeile) decken mussten. Wenn dies nicht gelang, konnte die Stadt Bier aus entfernteren Städten, wie z. B. Hof importieren. Um dem ständig steigenden Bedarf an Bier gerecht zu werden und damit verbundenem Import von bayrischen und Hirschberger Bier entgegenzuwirken, gründete man am 23. Oktober 1857 eine Aktienbrauerei an dem bis heute bestehenden Standort der Sternquell-Brauerei im Syratal. Als Gründungsmitglieder des Aktienbrauvereins fungierten über 200 Hausbrauer mit Braugerechtigkeit.

### Die Sternquell-Brauerei im 20. Jahrhundert

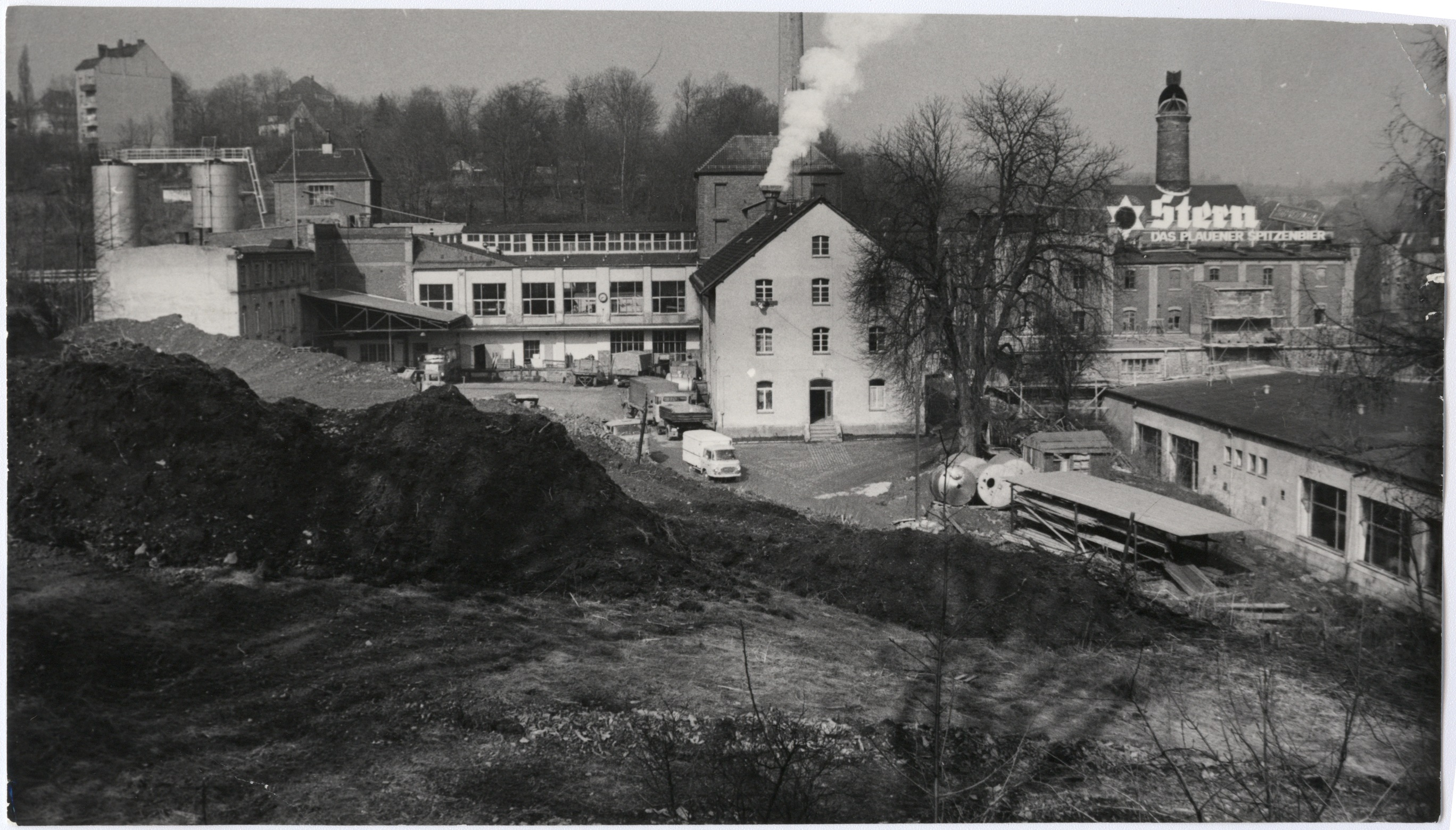
Ehemaliges Brauereigelände in der DDR

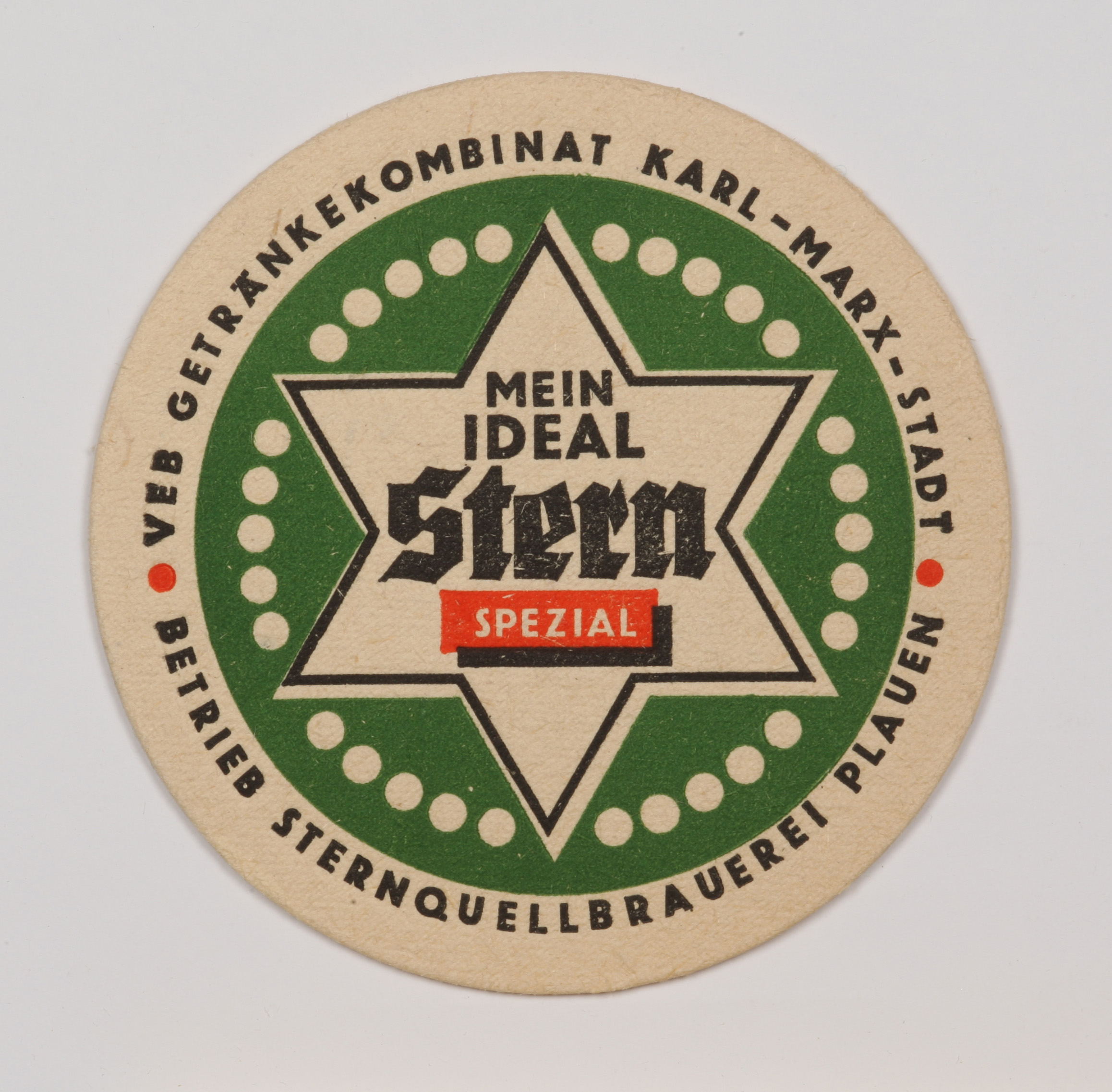
Bierdeckel, produziert zu Zeiten der DDR

Zu Beginn des 20. Jahrhunderts nahm der jährliche Bierausstoß kontinuierlich zu und erreichte 1910 120.000 hl Bier. In den darauffolgenden Jahren hatte man kräftig mit den politischen Turbulenzen, die die beiden Weltkriege und die Weltwirtschaftskrise erzeugten, zu kämpfen. 1945 musste der Brauereibetrieb komplett eingestellt werden.
Das Unternehmen wurde nach Kriegsende unter der sowjetischen Besatzung verstaatlicht und in die Sternquell-Brauerei Plauen umbenannt. 1949 konnte der erste Sud Sternquell Bier gebraut werden.
Die Blütezeit erlebte die Brauerei in den 1950er Jahren. Erste Investitionen trugen zur Qualitätsverbesserung bei. Das noch heute bekannte Sternquell Pils entstand. Die Sternquell-Brauerei entwickelte sich in den darauf folgenden Jahren zur größten Brauerei im Bezirk Karl-Marx-Stadt.
Im Zuge der Reprivatisierung 1990 wurde die Sternquell-Brauerei GmbH gegründet, die im Oktober 1990 von der Kulmbacher Brauerei (damals noch als Reichelbräu firmierend) übernommen wurde und eine 100-prozentige Tochtergesellschaft ist. Kulmbacher wiederum befindet sich mehrheitlich im Besitz der Paulaner Brauerei Gruppe, die laut eigenen Angaben 63,8 Prozent der Anteile hält. Die Marke Sternquell konnte sich in ihren Vertriebsgebieten Sachsen, Thüringen, Sachsen-Anhalt und südliches Brandenburg etablieren. Auf Basis von Nielsen-Daten war Sternquell im Geschäftsjahr 2021 die sechstbeliebteste Biermarke in Sachsen.

### Neustrukturierung der Brauerei
Gebraut wurde das Sternquell-Bier bis August 2016 in der Dobenaustraße in Plauen. Um den Anforderungen einer modernen Logistik gerecht zu werden und dem Platzmangel im Stadtzentrum Herr zu werden, entstand ein neues Firmengelände am östlichen Stadtrand im Industrie- und Gewerbegebiet Plauen-Neuensalz an der Bundesautobahn 72. Dort befinden sich heute u. a. die Abfüllerei, das Sudhaus und das Versandzentrum. Die Verwaltung blieb am alten Standort im Syratal in Plauen.
Inzwischen werden jährlich eine knappe halbe Million Hektoliter Bier in der Brauerei gebraut. Der Produktionsschwerpunkt liegt traditionell im Pils-Bereich.

### Braustolz
2013 wurde zunächst die Abfüllung der Chemnitzer Biermarke Braustolz nach Plauen verlagert. Gebraut wurde diese weiterhin zunächst in Chemnitz. 2017 wurde die Brauerei in Chemnitz vollständig geschlossen und die Marke wird seitdem bei Sternquell in Plauen gebraut. Beide Unternehmen verschmolzen.

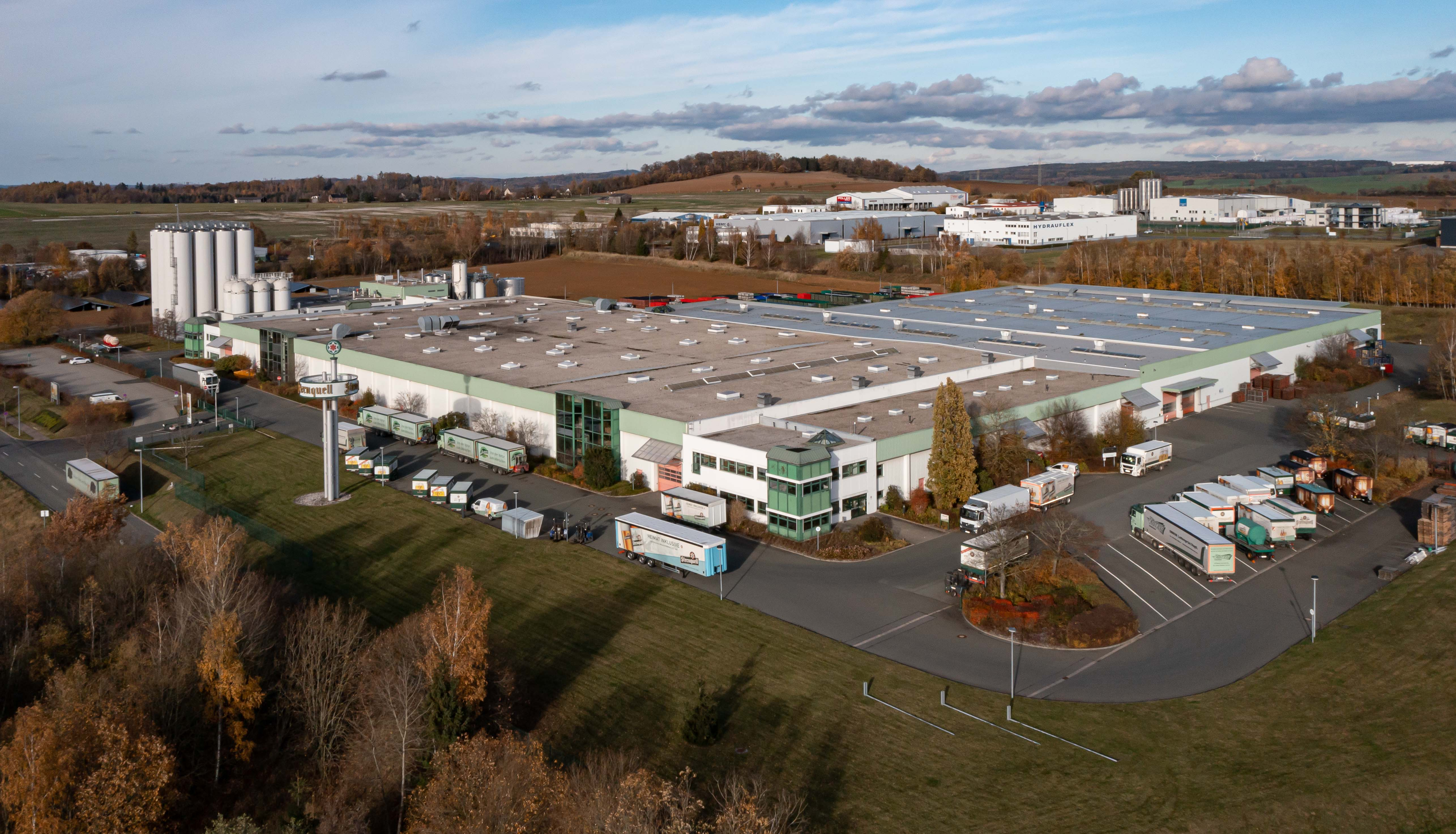
Neuer Produktionsstandort Neuensalz

## Auszeichnungen
Die Sternquell-Brauerei konnte 30 mal den „Goldenen Preis“ und 19 mal den „Silbernen Preis“ der Deutschen Landwirtschafts-Gesellschaft (DLG) für verschiedene Biere erringen (Stand 20. Januar 2009). Sie ist damit die erste ostdeutsche Brauerei, der zum dritten Mal in Folge der „Preis der Besten in Gold“ für 15 Jahre ununterbrochener DLG-Prämierung verliehen wurde. Außerdem wurde der Brauerei als einziger in Sachsen der „Ehrenpreis des Ministers für Ernährung, Landwirtschaft und Verbraucherschutz“ verliehen.

## Kennzahlen
- Mitarbeiter: 100 (2014)
- Absatz: < 500.000 Hektoliter

## Sponsoring und Marketing
Die Sternquell-Brauerei tritt als Sponsor mehrerer Vereine in Aktion. Auf der Fanmeile in Leipzig zur Fußball-Weltmeisterschaft 2006 war Sternquell der Bierlieferant. Das Bier kann darüber hinaus in über 2000 Gastronomiebetrieben in Sachsen, Sachsen-Anhalt, Thüringen und Franken, so wie auf der Fregatte Sachsen genossen werden.
Jährlich findet im September auf dem Brauereigelände im Industrie- und Gewerbegebiet Plauen-Neuensalz das Brauereifest statt.

## Trivia

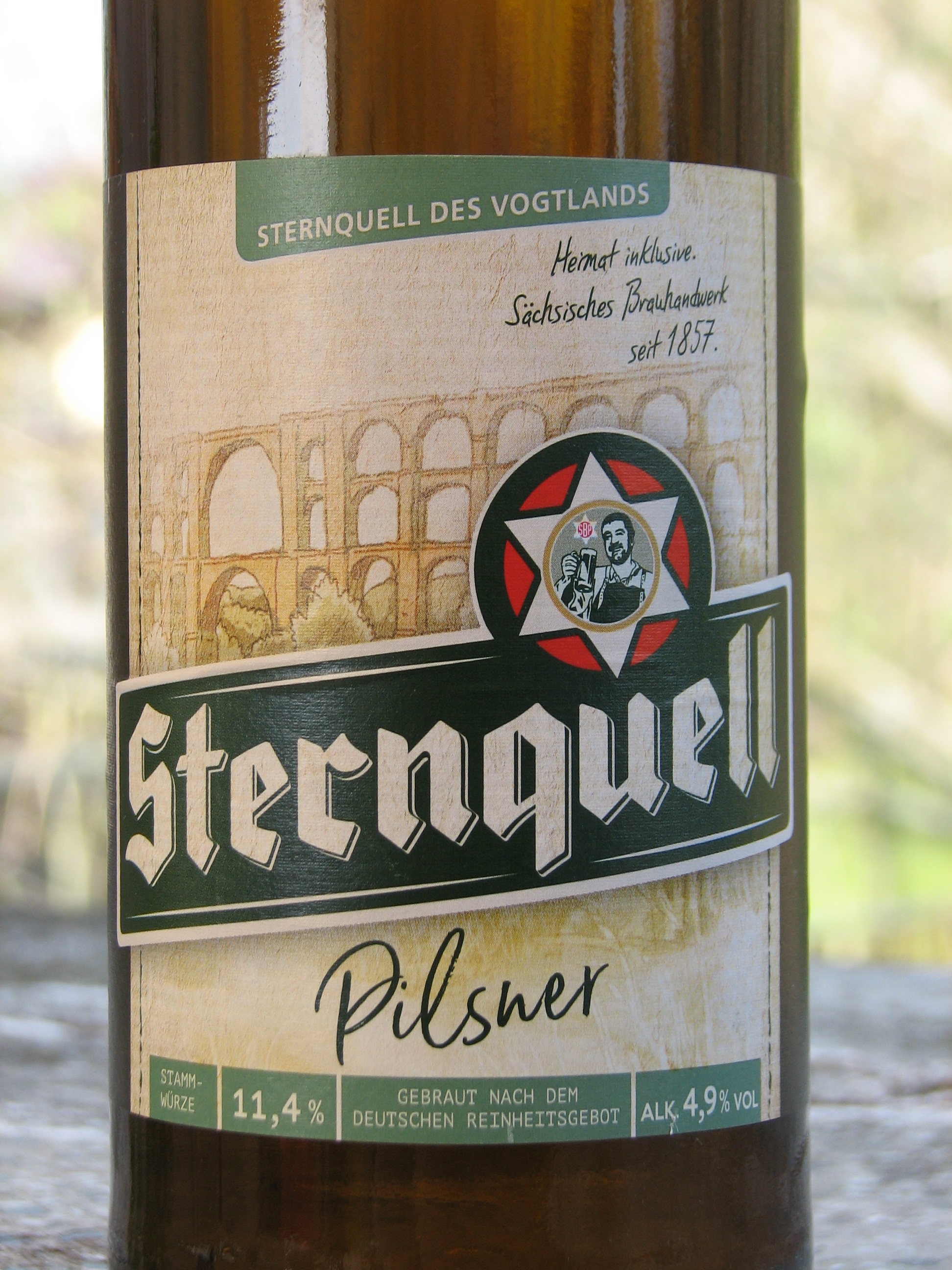
Sternquell-Pilsner mit der Göltzschtalbrücke auf dem Etikett (April 2021)

Die Bierflaschen-Etiketten der Sternquell-Brauerei zeigen aktuell (Stand: April 2021) eine Abbildung der Göltzschtalbrücke (die jedoch nicht namentlich erwähnt wird) – und bestätigen so die Bekanntheit dieses Wahrzeichens des Vogtlands.